# Embalse del Eume
El embalse del Eume (en gallego, encoro do Eume) es el más grande de los dos que tiene el río Eume. Está situado en su curso medio, ocupando un área de 450 hectáreas en los municipios de Capela, Puentes de García Rodríguez y Monfero. Tiene una longitud aproximada de 15 kilómetros y un volumen de 123 hectáreas cúbicas.
La empresa concesionaria de la operación de la central hidroeléctrica asociada al embalse es la compañía Endesa.

## Características de la presa y de la central hidroeléctrica
La presa fue diseñada por el ingeniero Luciano Yordi de Carricarte y construida entre 1955 y 1960 en el corazón del cañón del Eume, aprovechando su estrechez. Está formada por una bóveda de doble curvatura de 101 metros de altura sobre cimientos, y una longitud en la parte superior de 284 metros. Tiene un aliviadero de tres vanos de 60 metros, sin tablero de paso superior, con una capacidad de evacuación de 617,06 m³/s. El volumen de hormigón es de 225.000 metros cúbicos.
La presa alimenta por medio de un conducto subterráneo a una central hidroeléctrica que, con 54.400 kW, es la que más potencia tiene de la provincia de La Coruña. Está situada en la margen izquierda, casi tres kilómetros y medio aguas abajo de la presa.

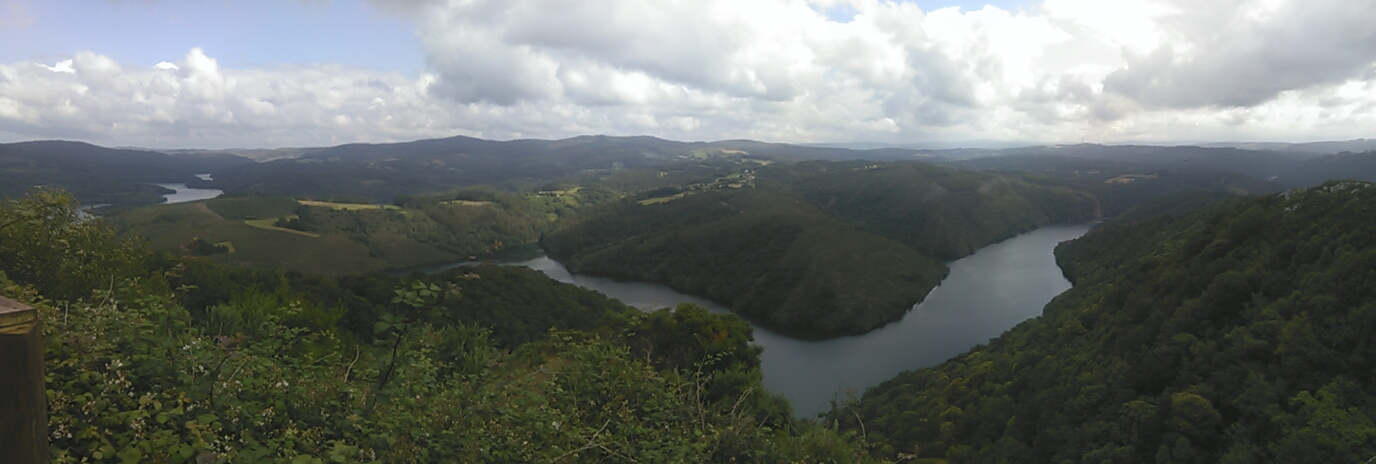
El embalse del Eume desde el mirador de Carboeira en Monfero.

## Galería de imágenes

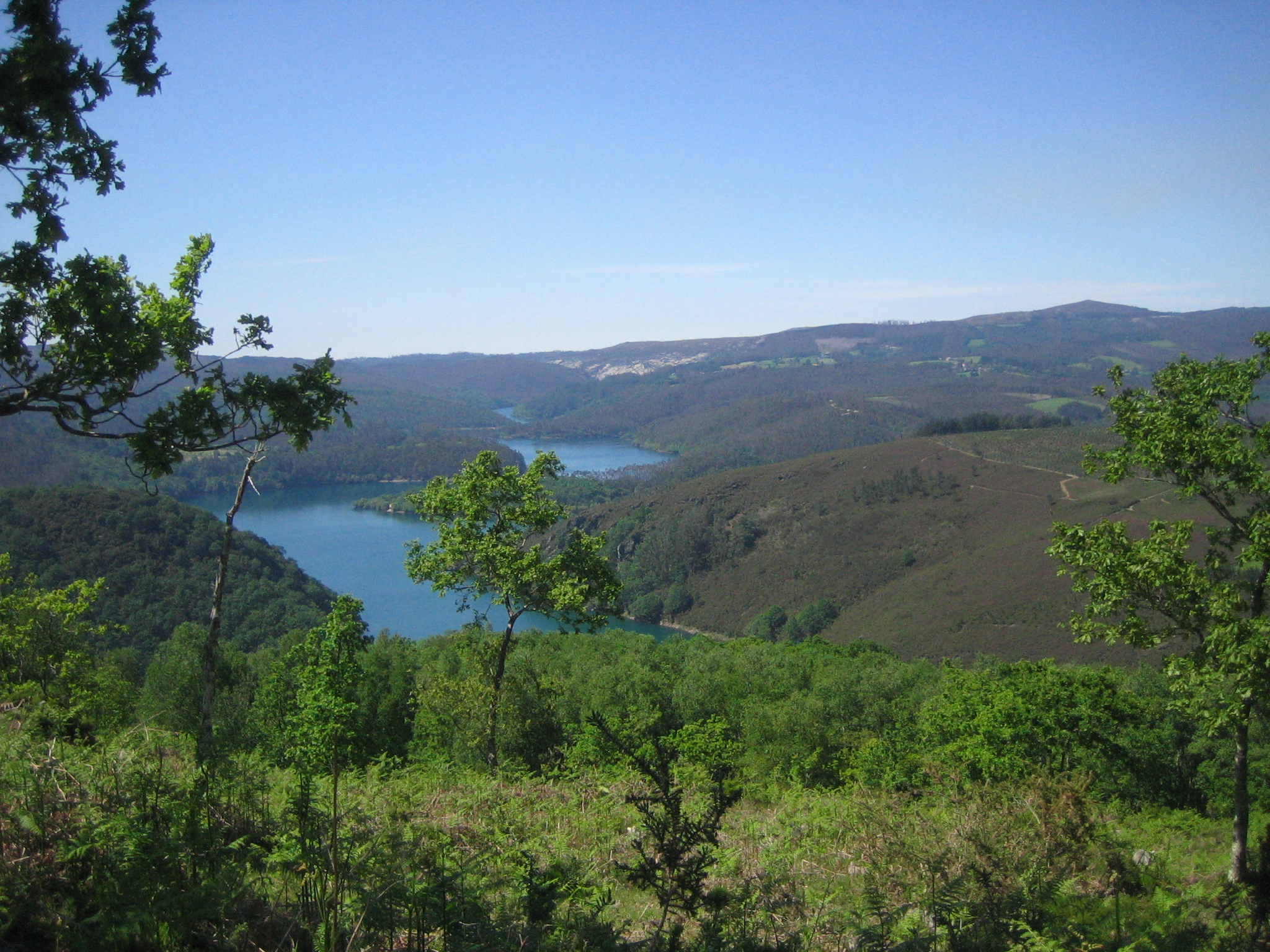
Vista del embalse del Eume desde la orilla de Monfero.
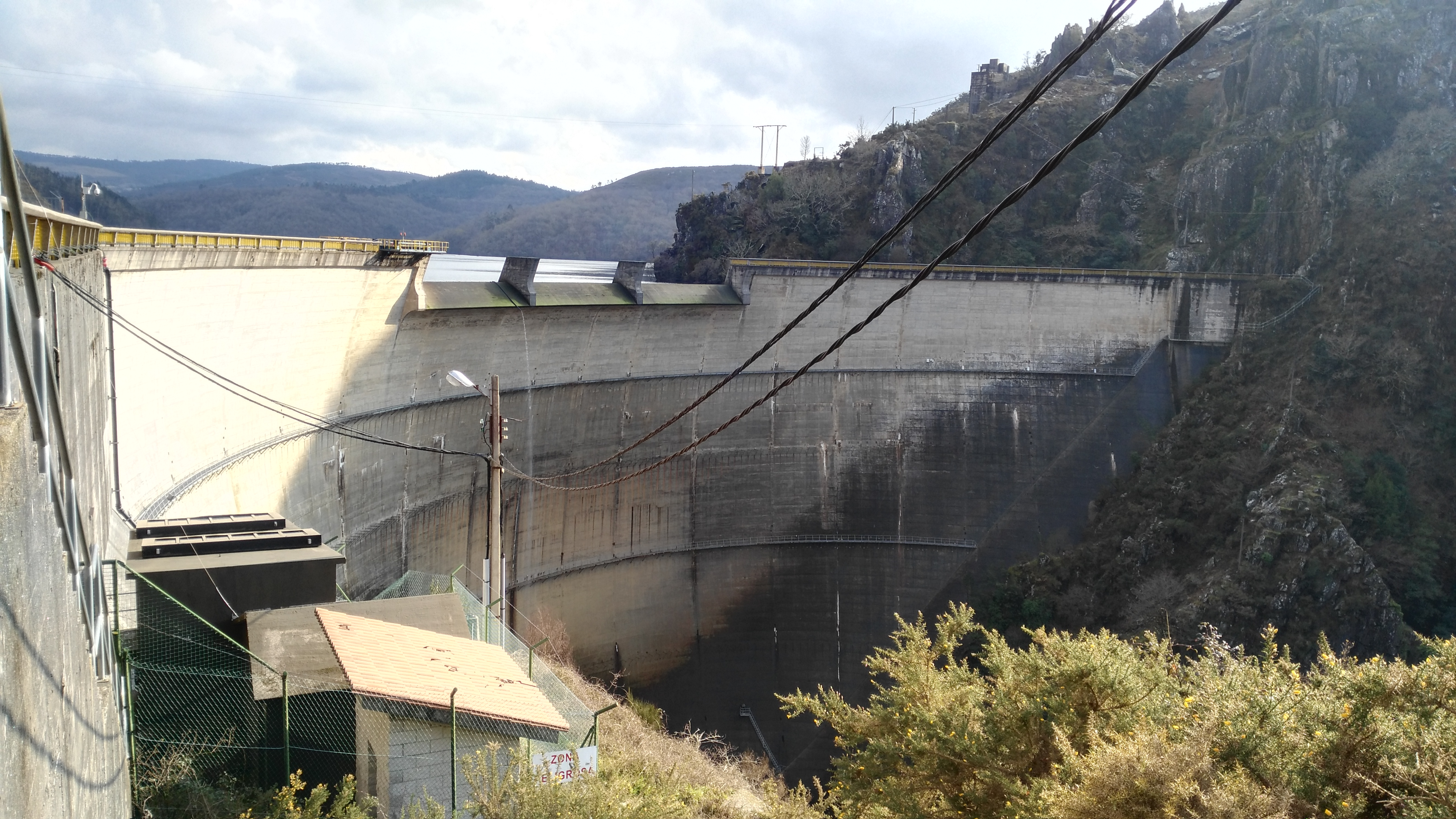
Vista del muro de la presa.
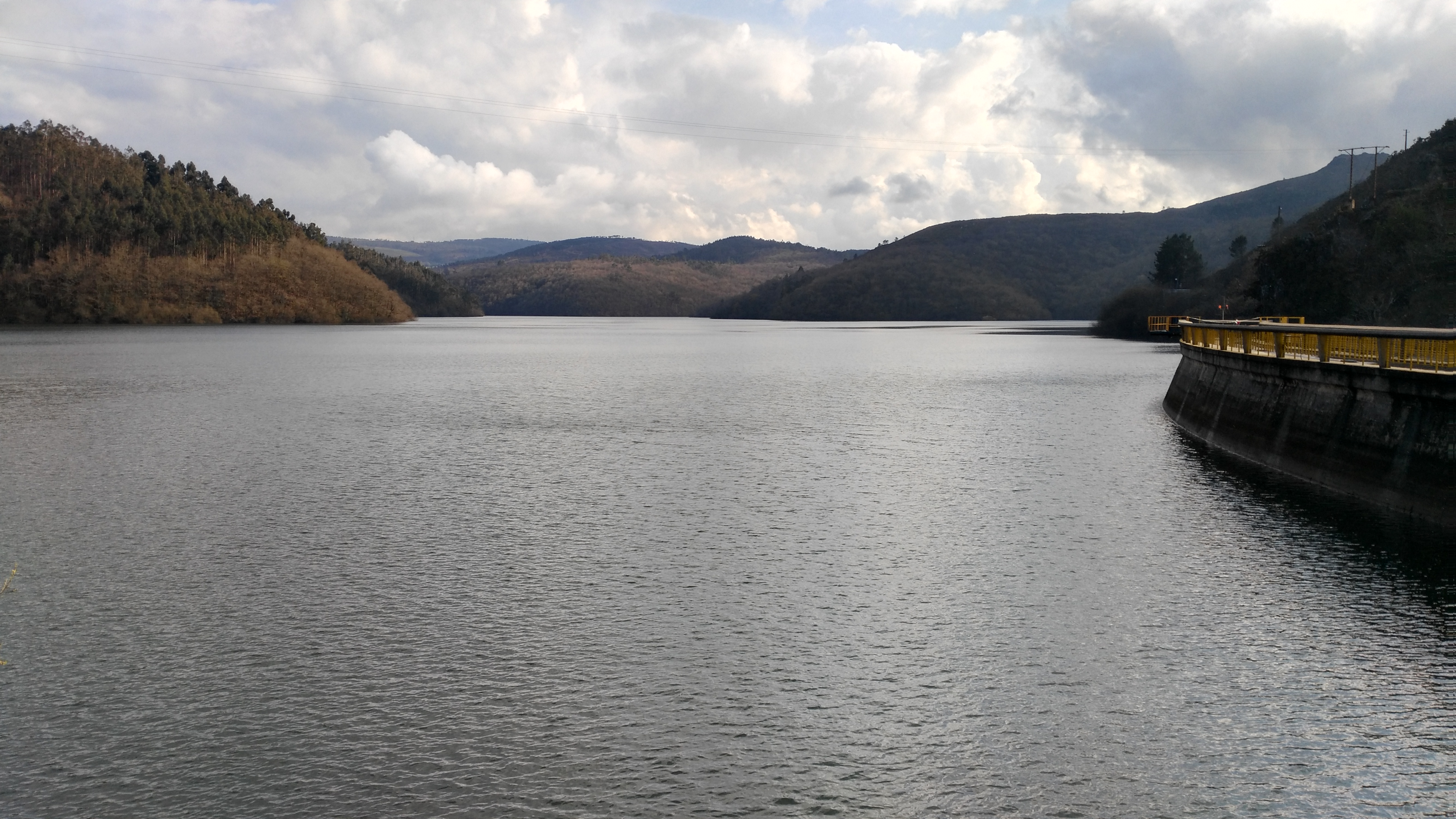
Vista superior del embalse.